# Alda Lara
Alda Ferreira Pires Barreto de Lara Albuquerque, conocida como Alda Lara (Benguela, 9 de junio de 1930 - Cambambe, 30 de enero de 1962) fue una escritora, cuentista y poetisa angoleña en lengua portuguesa.

## Biografía
Alda Lara nació el 9 de junio de 1930 en Benguela, Angola, proveniente de una familia adinerada. Recibió una educación cristiana, lo que le dio un espíritu de liberalismo según un comentarista. Su hermano fue el poeta Ernesto Lara Filho. Lara asistió a una escuela para mujeres en Sá da Bandeira (ahora Lubango) antes de mudarse a Portugal para finalizar su educación secundaria. Asistió a la Universidad de Lisboa y residió en la Casa dos Estudantes do Imperio (en español: Casa de los Estudiantes del Imperio). Tuvo una vida estudiantil activa y comenzó su carrera como escritora publicando poesía en la revista literaria Mensagem, destinada a africanos. Luego, asistió a la Universidad de Coímbra y obtuvo un título de médico.
Escribió para varios periódicos y revistas como el Jornal de Benguela, el Jornal de Angola y ABC e Ciência.  Se casó con el escritor mozambiqueño-portugués Orlando Albuquerque y dio a luz a cuatro hijos. Después de vivir en Portugal durante 13 años, regresó a Mozambique en 1961. Sin embargo, su regreso sería efímero, ya que murió el 30 de enero de 1962 en Cambambe. Su esposo se dispuso a recopilar y publicar sus trabajos después de su muerte, incluidos Poemas en 1966 y Tempo da Chuvaen en 1973. Los poemas y cuentos cortos de Lara abordan principalmente temas de maternidad e infancia, así como de libertad y justicia. Gran parte de su poesía refleja una insatisfacción con el status quo colonial.
El Premio Alda Lara fue establecido en su honor por la ciudad de Lubango. Paulo de Carvalho, un connotado cantante portugués que ha tenido una fuerte carrera artística, grabó «Preludio/Mãe Negra», un poema escrito por ella. Movimento, el segundo álbum de Aline Frazão lanzado en 2013, presenta un poema de Lara con música.

## Libros (póstumos)
- Poemas (1966)
- Tempo da Chuva (1973)
- Poesia (1979)
- Poemas (1984) (her collected poems)